# IL2CPU
 (septembre 2012).
IL2CPU (IL To CPU) est un compilateur à l'avance (anglais ahead-of-time abr. AOT) qui traduit du Common Intermediate Language en code machine. Écrit en langage C#, IL2CPU est le composant principal du projet Cosmos, et est développé par la même équipe.

## Source
- (en) Cet article est partiellement ou en totalité issu de l’article de Wikipédia en anglais intitulé « IL2CPU » (voir la liste des auteurs).